# Marek Juniusz Brutus
Marek Juniusz Brutus, (łac. Marcus Iunius Brutus), zwany Brutusem lub Brutusem Młodszym (ur. 85 lub 78 r. p.n.e., zm. 23 października 42 r. p.n.e.) – polityk, dowódca wojskowy, mówca i pisarz rzymski. Był zwolennikiem republiki, a przeciwnikiem dyktatur Pompejusza i Cezara. Przyjaźnił się z Markiem Tulliuszem Cyceronem. Należał do przywódców spisku przeciwko Cezarowi i był jednym z zabójców dyktatora. W tradycji europejskiej imię Brutusa stało się symbolem zdrajcy i mordercy walczącego w słusznej sprawie. Przydawano mu miano Tyranobójcy.

## Życie

### Dzieciństwo i młodość
Data urodzin Brutusa jest sporna. Z tekstów Cycerona wynika, że Brutus urodził się w roku 85. p.n.e. Wellejusz Paterkulus natomiast podaje, że Brutus umarł w wieku 37 lat, czyli urodził się w roku 78. p.n.e. Obie daty mają wśród badaczy swoich zwolenników.
Był synem Marka Juniusza Brutusa Starszego, trybuna ludowego z roku 83 p.n.e. i Serwilii, przyrodniej siostry Marka Porcjusza Katona. Po śmierci ojca, w roku 59 p.n.e. został adoptowany przez brata matki, Kwintusa Serwiliusza Cepiona i przybrał oficjalnie nazwisko Kwintus Serwiliusz Cepion Brutus (łac. Quintus Servilius Caepio Brutus), ale go nie używał. Został starannie wykształcony retorycznie i filozoficznie. Studiował w Atenach u filozofa akademickiego Aristosa, brata Antiocha z Askalonu. Był dwukrotnie żonaty – z Klaudią, córką Appiusza Klaudiusza Pulchra, a następnie z Porcją, córką Marka Porcjusza Katona.
Część autorów starożytnych przytacza pogłoski, w myśl których Brutus był synem Gajusza Juliusza Cezara. Wynikały one z faktu, że Serwilla była długoletnią kochanką Cezara. Badacze, którzy ustalają datę urodzin Brutusa na rok 85 p.n.e., odrzucają te pogłoski, gdyż Cezar miał wówczas 15 lat. Natomiast uczeni, którzy są zwolennikami narodzin Brutusa w roku 78 p.n.e., nie wykluczają takiej możliwości, ale uważają ją za bardzo mało prawdopodobną.

### Kariera polityczna i wojskowa
W roku 58 p.n.e. Brutus jako kwestor towarzyszył Markowi Porcjuszowi Katonowi, który objął namiestnictwo Cypru. Tam wzbogacił się, głównie dzięki udzielaniu pożyczek na procent. Niektórzy autorzy oskarżali go o zdzierstwa podatkowe i lichwiarstwo. Prawdopodobnie w roku 57 zasiadł w senacie, ale nadal prowadził zyskowne interesy we wschodnich prowincjach imperium. Podczas wojny domowej Cezara z Pompejuszem opowiedział się po stronie Pompejusza. Walczył w bitwach pod Dyrrachium i Farsalos. Po tej ostatniej uznał, że wojna jest zakończona i poddał się Cezarowi, który go ułaskawił.
Dla Cezara pozyskanie Brutusa, przedstawiciela możnych rodów rzymskich i zięcia Katona, było politycznie korzystne. Nie bez znaczenia było też wstawiennictwo Serwilli, matki Brutusa, a zarazem kochanki Cezara. Dlatego też Brutus, choć nie ukrywał swych przekonań republikańskich, znalazł łaskę w oczach dyktatora. Cezar powierzył Brutusowi w roku 46 p.n.e. namiestnictwo Galii Cisalpińskiej, a w roku 44 p.n.e. nominował go na pretora. Nie zaszkodziły Brutusowi ani obrona przed dyktatorem króla Galacji Dejotara, ani jawny podziw dla Marka Marcellusa, konsula z roku 51 p.n.e., który po bitwie farsalskiej na znak protestu postanowił nie powracać do ojczyzny i żyć jako wygnaniec na Lesbos. Podziw ten wyraził Brutus nie tylko demonstracyjnie odwiedzając wygnańca, ale poświęcając mu pismo O cnocie. Dzieło to, zadedykowane Cyceronowi, wzmocniło jeszcze serdeczne węzły, jakie od dawna łączyły obu republikanów.

### Zabójstwo Cezara
Brutus był potomkiem Lucjusza Juniusza Brutusa, który wypędził niegdyś ostatniego króla rzymskiego, Tarkwiniusza. Wiązano więc z nim nadzieje na obalenie dyktatury. O jego dziedzictwie nie pozwalały mu zapomnieć napisy pojawiające się co noc na urzędowym krześle, na którym zasiadał jako pretor – Ty śpisz, Brutusie albo Ty nie jesteś Brutus. Nic dziwnego więc, że był jednym z przywódców (obok Kasjusza) grupy spiskowców, liczącej od sześćdziesięciu do osiemdziesięciu zwolenników republiki, która zaplanowała zamach na Cezara. Dyktator zlekceważył ostrzeżenia i 15 marca 44 roku p.n.e. przyszedł na obrady senatu, do kurii przy kamiennym teatrze zbudowanym przez Pompejusza. Nieuzbrojony, bez ochrony, zginął pod ciosami kilkudziesięciu sztyletów. Wśród zabójców był Brutus.
Po zabójstwie „tyrana", Brutus wznosząc w górę skrwawiony sztylet wymienił nazwisko Cycerona, gratulując mu odzyskania wolności. Nie miał do kogo wygłosić przygotowanej mowy, gdyż senatorzy w popłochu opuścili kurię. Pozostał jedynie z grupą spiskowców, a nie mogąc przeprowadzić uchwały przywracającej republikę, z obnażonym mieczem poprowadził zamachowców na Kapitol. Szli – jak przekazał Plutarch – nie jakby uciekali, ale jakby się cieszyli ze swego czynu, i pełni dumy wzywali lud do wolności, wciągając do swych szeregów najznakomitszych obywateli napotkanych po drodze.
Z Kapitolu Brutus wysłał gońców do wybitnych przedstawicieli stronnictwa republikańskiego z wezwaniem na naradę, która miała przebieg dramatyczny. Brutus, wbrew radzie większości, postanowił pozostawić przy życiu Marka Antoniusza. Uznał go za legalnego konsula i postanowił z nim paktować. Na Forum Romanum zwołano zgromadzenie ludowe, na którym przemówił Brutus. Mowa, której treść jest znana z przekazu Appiana, przyjęta została chłodno, ale do demonstracji przeciw Brutusowi nie doszło. Słowa o zabójstwie tyrana i przywróceniu swobód republikańskich nie porwały tłumów. Atak na parcelację gruntów przeprowadzoną przez Cezara, jako niesprawiedliwą i połączoną z krzywdą i lamentami innych obywateli, był niezręczny wobec obecnych w Rzymie kolonistów, którzy otrzymane działki zawdzięczali Cezarowi. Twierdzenie Brutusa, że koloniści nie mogą się czuć bezpiecznie doszedłszy niesprawiedliwą drogą do majątków, było niemal prowokujące.
Tymczasem Antoniusz zwołał na 17 marca posiedzenie senatu. Powzięte na nim uchwały miały charakter kompromisowy. Na wniosek Cycerona uchwalono amnestię, jednakże Cezar nie został uznany za tyrana, nadto zatwierdzono wszystkie zarządzenia dyktatora – także prawo do posiadania przez weteranów ziemi, którą otrzymali z rąk Cezara. Brutus stał się więc przestępcą korzystającym z amnestii, choć uchwała została zredagowana w sposób nie uwłaczający jego godności.
18 marca Antoniusz podjął Brutusa obiadem, podczas którego stwierdził, że jako konsul nie może gościowi zagwarantować bezpieczeństwa wobec narastającego buntu mieszkańców Rzymu. Brutus zgodził się opuścić miasto. Ponieważ prawo nie pozwalało, aby urzędujący pretor wyjeżdżał ze stolicy na dłużej niż dziesięć dni, Antoniusz ogłosił edykt zezwalający Brutusowi przebywać poza miastem przez okres dłuższy od dopuszczalnego. Brutus wyjechał do pobliskiego Lanuwium.

### Walka z Antoniuszem i Oktawianem
5 czerwca w senacie Antoniusz zaproponował powierzenie Brutusowi funkcji zaopatrywania Rzymu w zboże z Azji. W ten sposób chciał odsunąć go od jakiegokolwiek istotnego wpływu na życie polityczne. Propozycja ta dotknęła Brutusa, który widział w tym rodzaj degradacji politycznej. Podczas narady 8 czerwca w Ancjum, w której udział wzięli Brutus, Kasjusz oraz matka i żona Brutusa, Cyceron radził mu przyjąć funkcję zbożową i jechać do Azji, bo nic nam już nie pozostaje, jak tylko myśleć o bezpieczeństwie, od którego zależy ratunek Rzeczypospolitej. Brutus jednak zwlekał z wyjazdem. W lipcu, pod nieobecność Antoniusza, pojawił się w senacie i uzyskał nominację na namiestnictwo Krety. W odpowiedzi w pierwszych dniach sierpnia Antoniusz wydał edykt skierowany między innymi przeciwko Brutusowi, w którym nie zabrakło gróźb i obelg.
Pod koniec sierpnia 44 roku p.n.e. Brutus opuścił Italię i zebrał w Grecji resztki wojsk Pompejusza, rozproszone po bitwie pod Farsalos. Do swojego sztabu przyjął wielu młodych Rzymian studiujących w Atenach, między innymi syna Cycerona, a także początkującego poetę Kwintusa Horacego Flakkusa. Na czele tej zaimprowizowanej armii Brutus zagroził wojną namiestnikowi Macedonii i bez oporu zajął tę prowincję, a potem przeciągnął na swoją stronę oddziały rzymskie w Ilirii. W styczniu 43 roku p.n.e., po krótkim oblężeniu, zdobył Apollonię. 
W lutym, na wniosek Cycerona, otrzymał od senatu oficjalną nominację na namiestnika Macedonii i Illyricum. Za zwycięstwo nad trackim plemieniem Besów wojsko obwołało go imperatorem. Jako namiestnik emitował monety prokonsularne, opatrzone napisem nawiązującym do zamachu na Cezara (Idibus Martiis) oraz wizerunkiem tak zwanej czapki wolności (którą nosili niewolnicy podczas ceremonii wyzwalania) między dwoma obnażonymi sztyletami.
Latem 43 roku p.n.e. Brutus wkroczył do Azji i zajął tę prowincję rzymską, łącząc swoje siły z nadciągającymi z Syrii wojskami, którymi dowodził Kasjusz. Do końca roku Brutus i Kasjusz opanowali wszystkie prowincje wschodnie i podporządkowali sobie tamtejszych władców zależnych od Rzymu. Wiosną 42 roku p.n.e. Marek Antoniusz dowodził dwudziestoma pięcioma legionami, Oktawian jedenastoma a Lepidus siedmioma. Przeciwko triumwirom Kasjusz miał pod swoją komendą dwanaście legionów, a Brutus osiem. Flota Brutusa panowała nad Adriatykiem i Morzem Egejskim.

### Śmierć
Antoniusz zdecydował się latem 42 roku p.n.e. prowadzić wojnę z Brutusem wyłącznie własnymi siłami. Flota Brutusa uniemożliwiła mu jednak przeprawę przez Adriatyk. Antoniusz wezwał na pomoc Oktawiana, a połączone wojska triumwirów przełamały blokadę i posunęły się w głąb Macedonii. Tam zagrodziły im drogę armie Brutusa i Kasjusza, które obwarowały się na trudnej do zdobycia pozycji pod Filippi, jednocześnie zaś flota Brutusa na Adriatyku atakowała konwoje zaopatrzeniowe Antoniusza i Oktawiana. Antoniusz zbudował jednak wał ziemny między obozem republikanów a portem i zmusił Brutusa i Kasjusza do walki. 
W pierwszej bitwie pod Filippi, 3 października, na prawym skrzydle Antoniusz rozbił oddziały Kasjusza. Uważając, że republikanie doznali klęski, Kasjusz popełnił samobójstwo. Jednak na lewym skrzydle śmiało dowodzący Brutus zmusił do odwrotu legiony Oktawiana. Bitwa była nierozstrzygnięta, obie armie zajęły ponownie pozycje wyjściowe. Brutus objął dowództwo nad całością wojsk republikańskich. Trzy tygodnie później, 23 października, Antoniusz zmusił Brutusa ponownie do bitwy. Przewaga liczebna wojsk triumwirów spowodowała klęskę oddziałów republikańskich. Brutus, nie chcąc dostać się do niewoli, popełnił samobójstwo.

## Mowy
Brutus przyjaźnił się z Cyceronem, który uważał go za wielkiego mówcę. Cyceron dedykował Brutusowi Paradoksy stoickie, O najwyższym dobru i złu, Tuskulanki oraz O naturze bogów. Był jednak przeciwnikiem bezosobowego i prostego stylu, jakim się posługiwał Brutus. W liście do Attyka stwierdził: jeśli przypomnisz sobie gromy Demostenesa, zrozumiesz, że można przemawiać jak najbardziej po attycku, a równocześnie w sposób wzniosły. W prozie Brutusa można napotkać czasem – na przykład – trymetry jambiczne, co potępiał Cyceron. Cyceron odwdzięczając się przyjacielowi za zadedykowanie mu rozprawy O cnocie, swoją historię rzymskiej wymowy opatrzył tytułem Brutus.
Z mów Brutusa zachowały się jedynie niewielkie fragmenty. Szczególnie sławna była mowa wygłoszona przez niego na Kapitolu po zamordowaniu Cezara. Przed wydaniem przesłał ją Cyceronowi z prośbą o poprawienie. Cyceron ocenił ją jako tekst pełen świetnych myśli i słów, ale dodał: gdybym ja miał przemawiać na ten temat, przemawiałbym goręcej. 
Za najlepszą mowę Brutusa uważano wystąpienie w senacie z 52 roku p.n.e. przeciwko powierzeniu dyktatury Pompejuszowi. Z mowy tej zachowało się jedno zdanie: lepiej jest nikomu nie rozkazywać, niż komuś służyć; bez tego pierwszego można bowiem żyć uczciwie, z tym drugim w ogóle życie jest niemożliwe.
W tym samym roku opublikował Brutus niewygłoszoną obronę Milona. W przeciwieństwie do Cycerona starał się w niej wykazać, że Milon dobrze się zasłużył ojczyźnie zabijając Klodiusza. Taki sposób argumentacji nie podobał się Cyceronowi, który w swojej słynnej mowie nie negował winy Milona, ale dowodził, że zabójca działał w obronie własnej. W roku 50 bronił w Rzymie Brutus swojego teścia Appiusza Klaudiusza Pulchra, a w roku 47 p.n.e. króla Dejotara przed Cezarem w Nicei. W latach 43–42 p.n.e. przemawiał w Grecji, atakując w gwałtowny sposób Oktawiana. Opublikował także dwie laudacje – jedną na cześć zmarłego na Eubei w roku 48 swego teścia, drugą ku czci Katona, który popełnił samobójstwo w Utyce.

## Dzieła
W starożytności znane były, współcześnie zaginione, trzy pisma filozoficzne Brutusa. W pierwszym z nich, zatytułowanym De Virtute („O cnocie)”, a dedykowanym Cyceronowi, bronił tezy, że sama cnota wystarczy do szczęścia. Dla Brutusa przykładem tego typu postawy był Marek Marcellus, były konsul, który po zwycięstwie Cezara nad Pompejuszem dobrowolnie udał się do Mityleny, gdzie na wygnaniu żył najszczęśliwiej i oddawał się studiom filozoficznym. Marcellus, który wolał pozbawić się ojczyzny, niż patrzeć na to, czego nie chciał widzieć, wyrósł w piśmie Brutusa do wyżyn nieugiętego mędrca uzbrojonego cnotą przeciw wszelkim przeciwnościom losu. Natomiast w pracy De officiis („O powinnościach”) Brutus udzielał rad rodzicom, dzieciom i braciom. W dziele zatytułowanym De patientia rozprawiał o cierpliwości. Z dzieł filozoficznych Brutusa zachowały się jedynie krótkie cytaty u innych autorów. 
Brutus zajmował się też historią. Sporządził wyciągi z dzieł historyków Fanniusza i Celiusza Antypatra. W roku 46 p.n.e. zwrócił się z prośbą do Cycerona o napisanie Pochwały Katona. Po sukcesie traktatu Arpinaty, sam napisał jesienią roku 46 p.n.e. dzieło je naśladujące, zwane Katonem. Praca ta zaginęła. Przed bitwą pod Farsalos, gdy inni odpoczywali przed walką, pracował do późnego wieczora nad streszczeniem pracy Polibiusza. Pisał także wiersze – jak twierdził Tacyt: nie lepiej niż Cyceron, lecz szczęśliwiej, gdyż mniej ludzi wie o tym. Pliniusz wymienił go wśród autorów, którzy pisali poezję erotyczną. Dzieła historyczne oraz poezja Brutusa zaginęły.